# 亞歷山大塞爾扣克島

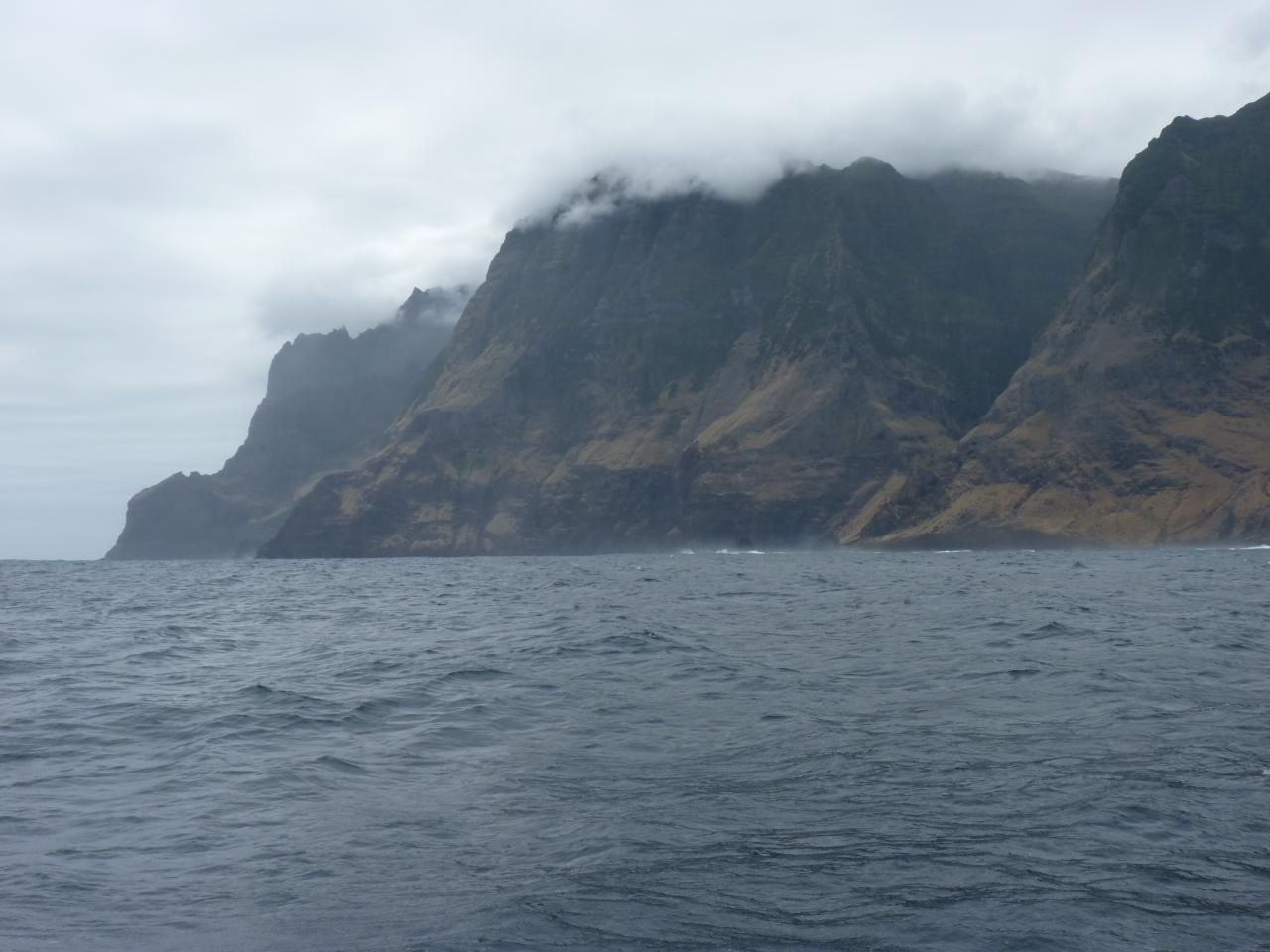

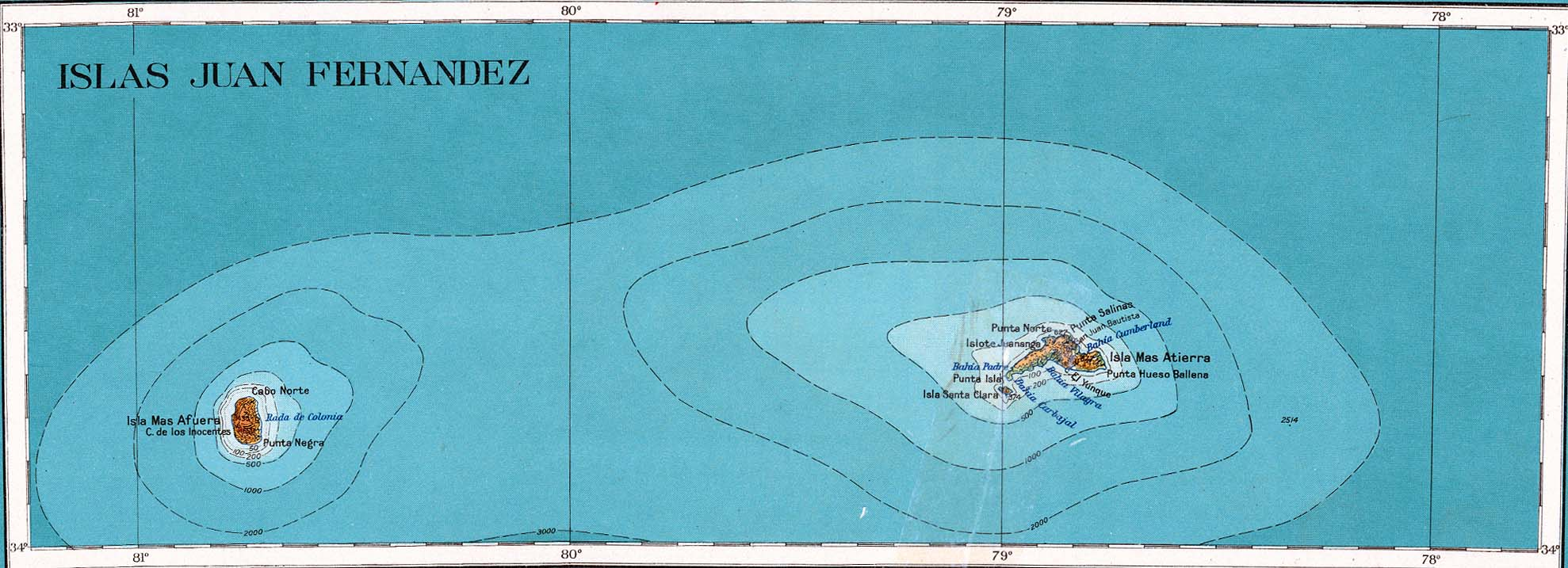

亞歷山大塞爾扣克島是智利的島嶼，以蘇格蘭水手、《鲁宾逊漂流记》主人公原型亞歷山大·塞爾扣克（Alexander Selkirk）命名，位於魯賓遜克魯索島以西181公里的太平洋海域，由瓦爾帕萊索大區負責管轄，屬於瓦爾帕萊索大區的一部分，長10.4公里、寬7.1公里，面積44.6平方公里，最高點海拔高度1,329米，島上無人居住。
33°45′04″S 80°47′00″W / 33.75111°S 80.78333°W